# 2010 új világörökségi helyszínei
Az UNESCO Világörökség Bizottsága a 2010. július 25. és augusztus 3. között Brazíliavárosban megtartott 34. ülésszakán az alábbi helyszíneket nyilvánította a világörökség részévé:  
| | Papahānaumokuākea |
| Amerikai Egyesült Államok |                   |
| Vegyes (III)(VI)(VII)(IX)(X) |                   |
| Védett terület: 36 207 499 ha, hivatkozás: 1326 |                   |
| A 360.000 km²-es tengeri rezervátum a világ legnagyobb védett tengeri területe. A Hawaii-tól északnyugatra fekvő terület a nyílt víz mellett az óceánból alig kiemelkedő szigetekből, atollokból és azok lagúnáiból, zátonyokból és fenékhegyekből áll. A természetvédelmi területen mintegy 7 000 állat- és növényfaj él, köztük sok veszélyeztetett és néhány őshonos faj. Gyakoriak a tengeri teknősök és itt él az amerikai vizeken található korallok 69 százaléka. A hely kiemelkedő jelentőségű Hawaii ökológiájában és több sziget különleges szerepet tölt be a polinéz lakosság hitvilágában. Úgy tartják ez a hely volt őseik lakóhelye, innen ered az élet és a halottak lelkei ide térnek vissza. Két szigeten (Nihoa és Makumanamana) régészeti feltárásokat is folytattak, itt az első európaiak megérkezése előtti időre datálható településnyomokat azonosítottak. |                   |

| | Ausztrál fegyenctelepek |
| Ausztrália |                         |
| Kulturális (IV)(VI) |                         |
| Védett terület: 1 502,51 ha, puffer zóna: 3 746,68 ha, hivatkozás: 1306 |                         |
| A 18. és 19. századi brit alapítású több ezer fegyenctelepből tizenegy tartozik a világörökségi helyszínhez, amelyek Sydney környékén, Tasmaniában, a Norfolk-szigeten és Fremantle városban találhatók. A telepeket azután alapították, hogy Nagy-Britannia elvesztette észak-amerikai deportálásra szolgáló helyeit. A telepeken körülbelül 166 ezren éltek, akiket 1787 és 1868 között deportáltak. Ez a tizenegy telep a nagyarányú fegyenckitelepítés legjobb állapotban megmaradt emlékei, különböző épülettípusok maradványai. A fegyencek nagy szerepet játszottak a gyarmati terjeszkedésben, erdőt irtottak, házakat, utakat építettek, teljes településeket hoztak létre. Az volt a koncepció, hogy a gyarmati fejlesztésben végzett munka az elítéltek rehabilitációját szolgálja. Cselédmunkát is végeztek, kőfejtőkben és malmokban is dolgoztak. Sokan szabadulásuk után sem tértek haza, ők a mai ausztrál lakosság európai származású ősei. |                         |

| | Hahö és Jangdong történelmi falvak |
| Dél-Korea |                                    |
| Kulturális (III)(IV) |                                    |
| Védett terület: 599,6 ha, puffer zóna: 885,2 ha, hivatkozás: 1324 |                                    |
| Az ország délkeleti részén elterülő falvakat a 14-15. század fordulója körül alapították. Épületeik elrendezésekor a neokonfuciánus eszméket követték és arra törekedtek, hogy lakóik fizikailag és szellemileg is jól érezzék magukat. A települések a Csoszon idők legreprezentatívabb klánfalvainak számítanak. A hegyek közelében lévő, folyóra és szántóföldekre néző falvakban elkülönülnek a vezetők gazdagon felszerelt domboldali házai a köznép alacsonyabban fekvő egyszerűbb faházaitól és alacsony nádfedeles vályogházaitól. Jangdonban több mint ötven kétszáz évnél idősebb ház maradt meg, a két falu több jó állapotban megőrződött műalkotást is őriz. A települések harmonikusan illeszkednek a környezetbe, a környék 17. és 18. századi költőket is megihletett. A falvakat nem alakították át skanzenné, jelenleg is lakottak. |                                    |

| | Albi |
| Franciaország |      |
| Kulturális (IV)(V) |      |
| Védett terület: 19,47 ha, puffer zóna: 64,09 ha, hivatkozás: 1337 |      |
| A Toulouse-tól 80 kilométerre lévő, a Tarn folyó partján álló Albi városközpontja a kora újkortól kezdve keveset változott. A városképet a Sainte Cecile-székesegyház és a püspöki palota hatalmas tégla épülettömbjei uralják. Albi már a 10-11. században fejlődésnek indult, megépült a híd a folyón és kialakult a Saint Salvi-negyed azonos nevű templomával, de igazán csak az albigensek elleni keresztes hadjárat után lett befolyásos székhely. A székesegyházat a 13. század végén kezdték építeni. A 15. század végén befejezett templom egyike a világ legnagyobb téglatemplomainak, óriási méretei a katolikus egyház hatalmát jelképezik. A püspöki palota, a Palais de la Berbie a folyó mellett áll, eredetileg erődnek szánták, jelenleg a Henri de Toulouse-Lautrec múzeum működik benne. A palota kertjét a 17. században alakították ki. A két épületegyüttes a érett középkori építészet remekműve. Albi teljes történelmi negyedét téglaépületek alkotják, a városnegyedek egységesek és csaknem teljesen megőrizték eredeti formájukat. |      |

| | Réunion vulkáni kúpjai, völgyei és sziklafalai |
| Franciaország |                                                |
| Természeti (VII)(X) |                                                |
| Védett terület: 105 838 ha, puffer zóna: 11 729 ha, hivatkozás: 1317 |                                                |
| Az Indiai-óceánban, Madagaszkártól keletre fekvő Réunion-sziget Franciaország tengerentúli területe. A sziget körülbelül kétmillió évvel ezelőtt emelkedett ki az óceánból, két egymáshoz kapcsolódó vulkáni masszívumból jött létre. A helyszínhez a 2007-ben alapított La Réunion Nemzeti Park központi része tartozik, egy több mint ezer négyzetkilométeres terület, a sziget körülbelül 40 százaléka. A védett terület fő elemei három cirkuszvölgy, az alvó Piton des Neigres és az aktív Piton de la Fournaise vulkánok. A táj változatos, szubtrópusi esőerdőkből, felhőerdőkből, meredek hegyoldalakból, pusztaságokból, erdős szurdokokból, medencékből, és egy hegyi tóból áll. A különböző élettereken eddig több mint nyolcszáz őshonos növényfajt azonosítottak. |                                                |

| | 17. századi csatorna-gyűrű a Singelgrachton belül (Amszterdam) |
| Hollandia |                                                                |
| Kulturális (I)(II)(IV) |                                                                |
| Védett terület: 198,2 ha, puffer zóna: 481,7 ha, hivatkozás: 1349 |                                                                |
| Amszterdam teljes építészeti arculatát meghatározza az a közel száz kilométeres csatornagyűrű-rendszer amelyet a 16. század végén és a 17. század elején alakítottak ki. Ekkor kezdődött a holland aranykor, amikor a Holland Kelet-indiai és Nyugat-indiai Társaságok által kiépített kereskedelmi hálózatok óriási profitot termeltek. Ennek köszönhetően ekkor Amszterdam a világ egyik leggazdagabb városa volt, így lehetővé vált számára a kor legnagyobb és legegységesebb városfejlesztése, hogy helyet biztosítsanak a gyorsan növekvő népesség számára. A csatornák közötti mocsarakat lecsapolták, ezzel is növelték a beépíthető területet. A növekvő város így már nem is fért el a korábbi megerősített városhatárok mögé így ezek helyét is módosítani kellett. A csatornák partjain álló házakat különböző homlokzatokkal látták el amik egyedi jelleget kölcsönöznek az egyes vízi utaknak. A világörökségi helyszínhez az óvárostól és a középkori kikötőktől déli és nyugati irányban húzódó csatornarendszer védművein belüli részek tartoznak. |                                                                |

| | Dzsantar Mantar obszervatórium |
| India |                                |
| Kulturális (III)(IV) |                                |
| Védett terület: 1,86 ha, puffer zóna: 14,66 ha, hivatkozás: 1338 |                                |
| A Dzsantar Mantar obszervatóriumot II. Szavái Dzsaj Szingh építtette a 18. század elején, 1727-1734 között. A tizenhat épület az akkoriban ismert csillagászati műszerek felnagyított másolata, ami számos építészeti és technikai újítást tartalmaz. Az épületek kőből és fémből épültek. A megfigyeléseket szabad szemmel végezték. Egyes műszereit a mai napig használják, például a monszun idejének előrejelzésére. Ez a legnagyobb és legjobb állapotban fennmaradt ilyen jellegű építmény egész Indiában, előképe az Ulug bég által építtetett szamarkandi csillagvizsgáló volt. A nagyméretű műszerek között vannak napórák, valamint a horizont és a zenit ívét és a bolygók mozgását megmutató eszközök is. Az alapító kapcsolatban állt külföldi kutatókkal is, ennek következtében a csillagvizsgáló kialakításakor figyelembe vették a nyugati tudományos eredményeket is. |                                |

| | Szafi ad-Dín sejk derviskolostora és síremléke |
| Irán |                                                |
| Kulturális (I)(II)(IV) |                                                |
| Védett terület: 2,13 ha, puffer zóna: 13,06 ha, hivatkozás: 1345 |                                                |
| Szafi al-Dín sejk tiszteletére épített derviskolostor és síremlék Irán északnyugati részén Ardabíl városában található. A Szafavida dinasztia névadója (kb.1252-1334) költő és misztikus volt, a 16. és 18. század között emelt mauzóleuma az iráni síiták egyik legfőbb zarándokhelye. Az épületegyüttes fő részei a központban lévő kupolás épületekből álló családi mauzóleum,a könyvtár, a mecset, az iskola, a ciszterna, a kórház, a konyha és egy ősi tárgyakat bemutató gyűjtemény. A sejk szentélyéhez hét emelten át vezető út a szúfi miszticizmus hét állomását jeleníti meg. A helyszín az iszlám építészet egyik jelentős alkotása, jellegzetes elemei a gazdagon díszített belső terek és homlokzatok. |                                                |

| | Tebriz történelmi bazáregyüttese |
| Irán |                                  |
| Kulturális (II)(III)(IV) |                                  |
| Védett terület: 28,97 ha, puffer zóna: 75,4 ha, hivatkozás: 1346 |                                  |
| Az Irán északnyugati részén fekvő Tebriz már az ókorban is a különböző kultúrák fontos találkozási pontja volt. Történelmi bazársora az egyik legfontosabb volt a Selyem- és Fűszerúton. Az egykori, fallal körülvett városmag közepén elhelyezkedő bazársor a Közel-Kelet egyik legrégebbi és a világ egyik legnagyobb fedett bazárja. A bazársor egymáshoz kapcsolódó, égetett téglából emelt boltíves utcákból, csarnokokból, udvarokból, egy- vagy kétszintes épületekből és különböző célokból leválasztott helyiségek sorából áll. A bazár amellett hogy kereskedelmi és piaci központ társadalmi és kulturális találkozóhelyként is funkcionál. Első fénykorát a 13. században élte amikor a település a Szafavida Birodalom központja lett. A 16. századtól hanyatlani kezdett, de befolyását egészen a 18, századig meg tudta őrizni. A 18. században két földrengés súlyosan károsította, ma is látható formája egy 1840 és 1860 közötti újjáépítés eredménye. |                                  |

| | Phoenix-szigetek Természetvédelmi Terület |
| Kiribati |                                           |
| Természeti (VII)(IX) |                                           |
| Védett terület: 40 825 000 ha, hivatkozás: 1325 |                                           |
| A Csendes-óceán déli részén a mintegy négyszázezer négyzetkilométert elfoglaló Phoenix-szigetek Természetvédelmi Terület a világ legnagyobb kiterjedésű tengeri védett területe. A Phoenix-szigeteket nyolc atoll és egy zátonyrendszer alkotja, ezek tengerszint feletti összterülete összesen 28 négyzetkilométer. A szigetek valójában vulkáni kúpok tetején kialakult korallképződmények. A természetvédelmi területen elszórva 14 tenger alatti hegycsúcsot azonosítottak, de a feltételezések szerint számuk eléri a harmincat. Az átlagos vízmélység négyezer méter, egyes helyeken a hatezer métert is meghaladja. A szigetek körzetében szinte érintetlen a természet, védetté nyilvánításuk óta közelükben tilos a halászat. Csak az egyik szigeten élnek állandó lakosok, így az emberi jelenlét majdnem teljes hiányának köszönhetően itt található a világ egyik legnagyobb korall-ökoszisztémája. A térség élővilága egyedülállóan sokszínű, hozzávetőleg nyolcszáz állatfaj otthona, köztük számos veszélyeztetett tengeri teknős és madárfajé. Korallokból eddig mintegy kétszáz fajt azonosítottak, a halfajok száma ötszáz körülire tehető, tengeri emlősökből 18 faj egyedei élnek itt és vándorlása során negyvennégy madárfaj használja pihenőhelyül a szigeteket. |                                           |

| | Tengfeng történelmi emlékei |
| Kína |                             |
| Kulturális (III)(VI) |                             |
| Védett terület: 825 ha, puffer zóna: 3438,1 ha, hivatkozás: 1305 |                             |
| A Honan tartományban emelkedő Szong-szan Kína egyik legfontosabb szent hegye, az ég és föld között kapcsolatot megvalósító hegykultusz egyik központja. A lábánál felépült Tengfeng város közelében egy negyven négyzetkilométeres körön belül nyolc épületcsoport található köztük Kína legrégebbi vallási építményeivel, valamint rituális, tudományos és nevelési célokat szolgáló épületegyüttesekkel. A hely a konfuciánus kultúra egyik központja és a buddhista hagyomány szerint 520-tól itt alakult ki a zen buddhizmus. A három Hancsüe-kapu maradványai Kína legkorábbi vallási építményei közé tartozik. A hagyomány szerint a hely híres saolin kolostorában alakultak ki egyes kínai harcművészetek kezdetleges formái. A kor csillagászatában jelentős szerepet töltött be a tengfengi csillagvizsgáló, ami az ország legrégebbi hasonló jellegű épülete. Segítségével a 13-14. században ki tudták számítani hogy a Föld mennyi idő alatt kerüli meg a Napot, így lehetővé vált naptárak készítése is. Figyelemre méltó a Csokung-szentély napórája is. |                             |

| | Tanhszia |
| Kína |          |
| Természeti (VII)(VIII) |          |
| Védett terület: 82 151 ha, puffer zóna: 136 206 ha, hivatkozás: 1335 |          |
| A thanszia-tájformák olyan felszínformák Délnyugat-Kínában amelyek vörös homokkő (és nem mészkő) üledékes kőzetet tartalmaznak. Egy nagy belső medence helyén az évmilliók során kiemelkedtek, a vörös kőzetrétegek felülre gyűrődtek, majd az erózió következtében lekoptak. Az egyedülálló dél-kínai terepformák nevüket a Tanhszia-hegyről kapták, amely az ilyen típusú képződmények egyik leghíresebb példája. A hegység helyén lévő egykori medence vastartalmú kőzetei oxidálódtak, a ma is látható alakzatok ennek köszönhetik jellegzetes vörös színüket. A világörökségi helyszínhez hat szubtrópusi terület tartozik Hunan, Fucsien, Csianghszi, Kujcsou, Csöcsiang és Kuangtung tartományokban, ahol a változatos sziklaalakzatok, természetes oszlopok, tornyok mellett látványos szakadékok, völgyek, meredek szurdokok, tavak és keskeny vízesések is megtalálhatók. Növénytakarója örökzöld szubtrópusi, amelynek fennmaradásához hozzájárul az erősen tagolt táj. Növény és állatvilága változatos, az itt élő fajok közül mintegy négyszáz ritkának vagy veszélyeztetettnek számít. |          |

| | Bikini-atoll, nukleáris tesztterület |
| Marshall-szigetek |                                      |
| Kulturális (IV)(VI) |                                      |
| Védett terület: 73 500 ha, puffer zóna: 130 425 ha, hivatkozás: 1339 |                                      |
| A hajózási útvonalaktól távol eső, mindössze 6 négyzetkilométer összterületű Bikini-Atoll 23 szigetből áll. 1946 és 1958 között, a II. világháború után a hidegháború kezdetén, a lakosok kitelepítését követően az Amerikai Egyesült Államok összesen 67 nukleáris kísérleti robbantást végzett a zátonyon. 1952-ben sor került az első hidrogénbomba kipróbálására is. A bombák összesített ereje körülbelül hétezerszerese a Hirosimára ledobott bombáénak, hatásuk komoly, máig kiható kárt okozott az atoll geológiájában, természetes környezetében és a sugárzásnak kitett emberek egészségében. A kísérletek kézzelfogható nyomai a lagúna fenekén fekvő hajók, amelyeket az 1946-os robbantások süllyesztettek el, a hatalmas méretű Bravo-kráter, valamint megfigyelő bunkerek. Az ökoszisztéma nagy része azóta újjáéledt de a radioaktív sugárzás azóta sem szűnt meg teljesen és folyamatosan károsítja a természetet. Bár a szigeteket már biztonságosnak tartják az őslakosok nem térhettek vissza korábbi lakóhelyeikre és az atoll azóta is lakatlan. |                                      |

| | Camino Real de Tierra Adentro |
| Mexikó |                               |
| Kulturális (II)(IV) |                               |
| Védett terület: 3 101,91 ha, puffer zóna: 268 057,2 ha, hivatkozás: 1351 |                               |
| A Camino Real de Tierra Adentro (Királyi belföldi út) egy kereskedelmi útvonal volt Mexikóváros és Santa Fe között. Az Ezüstútnak is nevezett útvonal tette lehetővé, hogy a gyarmat erőforrásait maximálisan kihasználják. A 2 600 kilométer hosszú útvonalból a világörökségi védelem alá vont terület ötvenöt részből áll, vannak köztük kápolnák, haciendák, hidak, kórházak, temetők és városok amelyek már saját jogukon is a világörökséghez tartoznak. Ezek az útvonal egy ezernégyszáz kilométeres részén szétszóródva fekszenek. Az Ezüstúton, ahogy neve is mutatja főleg ezüstöt szállítottak Zacatecas, Guanajuato és San Luis Potosí bányáiból. A másik fontos itt szállított árucikk az Egyesült államokból importált higany volt. Az útvonalat a 16. század közepétől a 19. századig használták. Bár áruszállítás miatt, a bányaipar igényeinek kielégítésére alakították ki fontos összekötő szerepe volt a spanyol hódítók és bennszülött indián kultúrák között és kedvező hatása volt a társadalmi, kulturális, és vallási kapcsolatokra. Az úton az ezüst egészen az Egyesült Államokig eljutott, a világörökségi helyszín csak a két ország határáig tart. |                               |

| | Yagul és Mitla őskori barlangjai Oaxaca központi völgyében |
| Mexikó |                                                            |
| Kulturális (III) |                                                            |
| Védett terület: 1 515,7 ha, puffer zóna: 3 859,74 ha, hivatkozás: 1352 |                                                            |
| Az Oaxaca állam középső részén fekvő régészeti lelőhely több, összesen 147 őskori barlangból és sziklaüregből, valamint két a spanyol hódítás korából származó ásatási területből áll. Szisztematikus feltárásuk 1970-ben kezdődött. Itt tárták fel a növényházasítás legkorábbi ismert nyomait a kontinensen, a növényi maradványok (tökfélék) körülbelül tízezer évesek. Ezen kívül kukoricacső töredékeket is találtak. A korábban vadászó-gyűjtögető népcsoportok ebben az időben kezdtek letelepedni és áttérni az élelemtermelő életmódra. A korai földművelésre utalnak kőszerszámok maradványai is. Egyes barlangokat sziklarajokkal díszítették. A barlangoktól nem messze előkerült egy i. e. 5000 körülre datálható szertartási hely, egyike Közép-Amerika legkorábbi mesterségesen létrehozott terei közül. Később, i. e. 500 körül zapotékok telepedtek le a területen, ebből a korból származnak Yagul és Mitla városközpontjai piramisokkal, palotákkal és labdajátékra kialakított tereivel. Kapcsolatban álltak és cserekereskedelmet folytattak tőlük délre fekvő maja központokkal. |                                                            |

| | Putorana-fennsík |
| Oroszország |                  |
| Természeti (VII)(IX) |                  |
| Védett terület: 1 887 251 ha, puffer zóna: 1 773 300 ha, hivatkozás: 1234 |                  |
| A Putorana-fennsík Közép-Szibériában az Északi sarkkörön túl fekszik. A világörökségi helyszín megegyezik az 1988-ban létesített Putoranai Állami Természetvédelmi Területtel. A szinte teljesen érintetlen, nagyjából négyzet alakú bazaltfennsík 18 770 négyzetkilométeren terül el. Legmagasabb pontja 1770 méteres, jellegzetességei a négyszáz méteres mélységet is elérő száz kilométernél is hosszabb folyóvölgyei valamint a hegyoldalak lépcsőzetes formája ami a bazalt és a tufa valamint homokkő rétegek váltakozása miatt egyenetlenül kopott le. Ez a térség a világ egyik legrégebbi vulkanikus eredetű platója. Fő vegetációs formái a tajga, a hegyi tundra és a hideg vizes élőhelyek. Egyedülálló állatvilága egyszerre hordoz arktikus és szubarktikus jegyeket. Az itt élő 34 emlős közül legjelentősebb a félmilliós egyedszámban megtalálható rénszarvas. A térség elszigeteltségének következtében fejlődött ki a putoranai juh, a havasi juh egyik alfaja. A madárfajok közül 140-et azonosítottak, köztük a fehérfarkú rétisast. |                  |

| | Srí Lanka felföldjei |
| Srí Lanka |                      |
| Természeti (IX)(X) |                      |
| Védett terület: 56 844 ha, puffer zóna: 72 645 ha, hivatkozás: 1203 |                      |
| A helyszín három természetvédelmi területből áll (Peak Wilderness Természetvédelmi Terület, Horton Plains Nemzeti Park, és a Knuckles védett erdők), amelyek rendkívül fontosak az ország biológiai sokféleségének megőrzése szempontjából. A védett területek legmagasabb pontjai 2500 méter magasan terülnek el. A térség egymástól elszigetelt völgyeiben a fajok más és más változatai fejlődtek ki, és számos kiemelten veszélyeztetett növény- és állatfaj csak itt fordul elő. A Horton Plains Nemzeti Parkban 87 madár és 24 emlősfaj él, köztük a számbárszarvas. A Knuckles védett erdők az ország összes éghajlati övezetét lefedik, ezekben 1033 növényfajt valamint 247 emlősfajt azonosítottak. Ez utóbbiak negyede endemikus faj. Az itt élő veszélyeztetett élőlények közé tartozik a karcsú lóri és a srí lankai vagy más néven ceyloni leopárd. |                      |

| | Szarazm korai városiasodott területe |
| Tádzsikisztán |                                      |
| Kulturális (II)(III) |                                      |
| Védett terület: 15,93 ha, puffer zóna: 141,9 ha, hivatkozás: 1141 |                                      |
| Az ország északi részén, nem messze Üzbegisztán határától a Zaravsán folyó völgyében fekvő régészeti lelőhelyen 1976-tól egy hatalmas, 100 hektár kiterjedésű bronzkori földműves település maradványait tárták fel. Szarazmban már évezredekkel ezelőtt virágzó városi életforma fejlődött ki. Az itt lakók megélhetését földművelés, marhatenyésztés, ásványfeldolgozás és különböző kézműves munkák biztosították. A város a közép-ázsiai kultúr- és településtörténet, a városiasodás kezdetének egyik egyedülálló emléke. Az i. e. 3. évezredre Közép-Ázsia legfontosabb réz-, és ónfeldolgozó központjává fejlődött, messze nyúló kulturális és kereskedelmi kapcsolatokkal rendelkezett az Iráni-fennsíktól az Indus-völgyéig és az Indiai-óceánig. Ezt bizonyítja, hogy fémtárgyainak maradványai nagy hasonlóságot mutatnak távoli helyek leleteivel. Az ásatások során lakóépületek, templom, palota, kovácsberendezések, rézből, bronzból, aranyból készült tárgyak, (súlyok, kések tőrök, horgok és ékszerek) maradványai kerültek elő. Egy gazdag családok temetkezési helyéül szolgáló kripta a városiasodás korai szakaszára utal. A palota két csarnokában egy-egy központi oltárt állítottak fel, ahol kultikus szertartásokat végeztek. |                                      |

| | At-Turaif kerület Rijád Dirijja városrészében |
| Szaúd-Arábia |                                               |
| Kulturális (IV)(V)(VI) |                                               |
| Védett terület: 28,78 ha, puffer zóna: 237,95 ha, hivatkozás: 1329 |                                               |
| Turajf a 15. században Ad Dir’ijah oázisában alapított település jelenleg a főváros Rijád északnyugati elővárosához tartozik. A városrész épületei egy ék alakú sziklakiszögellésen fekszenek a Hanifa-vádi nyugati oldalán. A Szaúd-dinasztia által alapított város a 18. és a 19. század elején az uralkodók hatalmi központja volt, majd 1818-ban a törökökkel vívott háború során lerombolták. A helyszínhez számos palota és a teljes városrész maradványai tartoznak. Vályogtéglából készült épületei igazodnak a sivatagi klímához és az Arab-félsziget középső részére jellemző építészeti stílusjegyeket őrzik. Legfontosabb épületei közé tartozik a négy emelet magas Szalva-palota a 19. század elejéről, amit az első Szaúdi-dinasztia egyik legjelentősebb épületének tartanak. A város védelmére erődrendszert építettek ki, fellegvára a muszlim vallást megreformáló vahhábita mozgalom első központja volt. A régészeti területen számos épületet felújítottak, többek között a Szaad Szaúd-palotát, a hozzátartozó vendégházat és a fürdőházat, az erőd renoválása a közelmúltban fejeződött be. |                                               |

| | A császári fellegvár központi része Thang Long-ban (Hanoi) |
| Vietnám |                                                            |
| Kulturális (II)(III)(VI) |                                                            |
| Védett terület: 18,39 ha, puffer zóna: 108 ha, hivatkozás: 1328 |                                                            |
| Thang Long (Hanoi) császári fellegvárát egy 7. századi kínai erődítmény maradványaira a 11. században építették, kinyilvánítva ezzel az ország függetlenségét. Évszázadokon keresztül megszakítás nélkül a térség hatalmi központja volt, majd a 19. században a Vörös-folyó partján álló császárváros épületének nagy részét a franciák lerombolták. Az épületek és közeli régészeti lelőhelyek egy egyedi kultúra vonásait viselik amelyben keverednek az északról érkező kínai és az ősi Csampa Királyság indiai eredetű jellegzetességei. A korábbi épület megmaradt részei (Dona Mon főkapu, a Kinh Tien palota lépcsője és a Hercegnői palota) mellett emelkedik az 1805 és 1812 között épült 33 méter magas zászlótorony az ország egyik jelképe. Itt vonták fel 1954-ben az első indokínai háború befejezése után az ország nemzeti lobogóját. A császári fellegvár kiemelkedő szerepet töltött be Vietnám történelmében, megmaradt épületrészeinek feltárása jelenleg is tart. |                                                            |